# Andréi Makéyev
Andréi Makéyev, (en ruso: :Андрей Геннадьевич Макеев), (Petrozavodsk, 3 de febrero de 1952 - 13 de septiembre de 2021), fue un jugador de baloncesto de la URSS.